# Franklyn – Die Wahrheit trägt viele Masken
Franklyn – Die Wahrheit trägt viele Masken ist ein britischer Fantasyfilm aus dem Jahr 2008. Der Film ist die erste Regiearbeit von Gerald McMorrow, der auch das Drehbuch schrieb. Die Hauptrolle wurde von Ryan Phillippe gespielt. Der Film wurde in Deutschland erstmals am 7. März 2009 im Rahmen des Fantasy Filmfests gezeigt.

## Handlung
Der Film spielt im gegenwärtigen London, aber auch in Meanwhile City, einer Stadt in einem Paralleluniversum. Der Film erzählt die Handlungsstränge von vier Personen, diese jeweiligen Handlungsstränge treffen am Ende aufeinander. Ein weiterer Punkt ist, dass die beiden Welten zum Finale hin miteinander verschmelzen.

### 1. Handlungsstrang: Jonathan Preest/David Esser und Peter Esser/Das Individuum
Jonathan Preest ist ein maskierter Vigilant in Meanwhile City. In dieser Stadt sind Religionen, egal welcher Art, vorgeschrieben. Preest, der nicht religiös ist, hat nur ein Ziel: Er will das sogenannte Individuum, das ein 11-jähriges Mädchen ermordet hat, eliminieren. Eines Nachts trifft er sich in einem Club mit seinem Kontaktmann Wormsnake. Dieser hat Preest jedoch ans Ministerium der Religionen verraten. Die Minister für Religion, eine Spezialeinheit, die Ungläubige ins Gefängnis bringen, greifen Preest an, er kann jedoch entkommen.
Im gegenwärtigen London sucht Peter Esser nach seinem psychisch kranken Sohn David, einem Irakveteranen. Dieser sollte ihn eigentlich besuchen, ist aber nun verschwunden. Peter irrt durch ganz London, nur um eine Spur von David zu finden. Er geht zur psychiatrischen Anstalt, in der David eingesperrt war und fragt den Direktor der Klinik um Rat. Dieser erklärt dem traurigen Peter, dass David aus der Klinik ausgebrochen sei. Peter glaubt das jedoch nicht und will selbst herausfinden, was David getan hat.
Währenddessen wird Jonathan Preest von den Ministern für Religion verhaftet und ins Gefängnis gebracht.
Vier Jahre später wird Preest zu Tarrant, dem Gefängnisleiter, gebracht. Dieser sagt, dass Preest freigelassen werde, wenn er den Religionsministern helfe, das Individuum ausfindig zu machen. Preest ist einverstanden; ihm soll ein Chip implantiert werden, kurz vor der Implantation flüchtet er jedoch. Er begibt sich zu Wormsnake, seinem verräterischen Kontaktmann, und attackiert ihn. Preest will wissen, wo sich das Individuum befinde. Wormsnake sagt, dass er nichts wisse und erhält nach ein paar Schlägen von Preest eine Adresse, die er dem "Individuum" übergeben soll, wenn dieses zu Wormsnake kommt und sich nach seinem Aufenthaltsort erkundigt.
In der realen Welt ist Peter Esser bei einer Bibliothek angekommen. Hier geht er zu Davids Kriegskameraden Wasnik, welcher in der Küche arbeitet. Wasnik erzählt Peter, dass David vor ein paar Tagen zu ihm kam und ihn bedrohte. Wasnik gibt Peter eine Adresse, die er von David bekommen hat. Peter begibt sich dorthin.

### 2. Handlungsstrang: Milo und Sally
Milo ist ein junger Mann, der soeben bei der Generalprobe vor dem Traualtar sitzen gelassen wurde. Er wohnt daraufhin bei seinem Freund Dan und denkt über sein Leben nach.
Eines Tages glaubt er, eine Kindheitsfreundin namens Sally auf der Straße zu sehen. Er folgt ihr, bis sie nicht mehr zu sehen ist. Milo begibt sich daraufhin zu seiner Mutter und erzählt ihr von dieser Begegnung. Seine Mutter erklärt ihm, dass diese Sally nur eine imaginäre Person sei, die er sich als kleiner Junge nach dem Verlust des Vaters geschaffen habe und welche ihn so lange begleitet hatte, bis er über den Schmerz hinweggekommen war.
Milo will dies nicht glauben und sieht Sally ein weiteres Mal auf der Straße. Er folgt ihr in einen Keller. Dort trifft er auf einen geheimnisvollen Mann, der sich ihm als Pastor Bonne vorstellt. Dieser erklärt Milo, dass er Sally suchen müsse. An einem anderen Tag sieht er Sally in einem Schulhof und spricht sie an. Die beiden verabreden sich zu einem Abendessen.

### 3. Handlungsstrang: Emilia Bryant
Die junge Kunststudentin Emilia Bryant ist psychisch labil. Sie verübt mehrere Selbstmordversuche und nimmt diese dabei mit einer Videokamera auf. Kurz vor dem jeweiligen Suizidversuch ruft sie jedoch immer den Notruf an, um nicht zu sterben.
Zudem hat sie ein schlechtes Verhältnis zu ihrer Mutter, zum großen Teil aufgrund der Tatsache, dass diese auf die Übergriffe des Vaters auf Emilia in deren Kindheit nicht so reagierte, wie sie es sich gewünscht hätte, die Trennung der Eltern mehr als einen Entzug des Vaters empfand.
Nach einem weiteren Suizidversuch liegt Emilia im Krankenhaus. Sie fragt einen der Ärzte, ob man ihre Mutter angerufen habe. Der Arzt bejaht dieses und berichtet, dass die Mutter wissen wollte, ob es ihr gut gehe. Emilia ergänzt, dass es ihrer Mutter aber nicht so wichtig sei, dass sie zu ihr komme. Das Schweigen des Arztes bestätigt diesen Gedanken. Während ihres Klinikaufenthaltes trifft im Krankenhaus auch Peter Esser ein, auf der Suche nach seinem Sohn. Emilia sieht ihn von ihrem Bett aus. Um zu beten, geht Peter in die hauseigene Kapelle, dort trifft er auf "Pastor Bonne" und führt mit ihm ein kurzes Gespräch.
Emilia wird kurze Zeit später von "Pastor Bonne" auf dem Flur angesprochen. Bei einem Becher Kaffees versucht er ihr begreiflich zu machen, dass sie mit einem Suizid eine Reihe von Ereignissen auslösen würde. Sie sollte nicht nur an nahestehende Menschen denken, sondern auch daran, dass erste Begegnungen anderer Menschen mit ihr dadurch verhindert würden. Sie bricht das Gespräch ab als er ihr zu erklären versucht, wie sich eine zu lange Isolation in sich auswirken kann.
Nachdem sie aus der Klinik entlassen wurde, präsentiert Emilia ihre auf Video aufgenommenen Suizidversuche ihrem Kunstprofessor. Dieser findet ihre „Arbeiten“ allerdings abscheulich, Emilia kann dies nicht verstehen. Als er sie fragt, ob dieses "Werk" von ihr denn mit ihrem Tod enden solle, kommentiert sie mit "Keine Ahnung...".
Ihren nächsten Suizidversuch unterbricht sie selbst, nachdem sie dabei eine Art "Vision" erlebt, in der sie sich selbst tot sieht, was sie sehr erschreckt und "aufwachen" lässt ("Sie haben gefragt, wie das enden soll, ich sagte die Wahrheit... ich weiß es nicht. Eine beschädigte Puppe, ein ausgehöhltes Mädchen...").
Etwas später begibt sie sich zu ihrer Mutter, um mit ihr über die Vergangenheit und den Vater zu sprechen. Auch dieses Gespräch zeichnet sie auf Video auf. Im Anschluss umarmen sich Mutter und Tochter, ihr Verhältnis scheint nun weniger angespannt.

### Finale
Im gegenwärtigen London begibt sich David Esser zu der Adresse, die Jonathan Preest in Meanwhile City bekommen hat. David trifft auf Emilia und fragt sie, ob ein älterer Mann vorbeigekommen sei. Emilia schüttelt den Kopf und David sagt ihr, dass sie, falls ein älterer Mann bei ihr vorbeikomme, ihm sagen solle, dass er im Restaurant auf der gegenüberliegenden Straßenseite sei.
Peter Esser begibt sich zu der Adresse, die er von Wasnik bekommen hat. Als er läutet, klingelt es in Emilias Wohnung (sie spielt gerade mit dem Gedanken, sich mithilfe des Gasofens das Leben zu nehmen); David befindet sich im Stockwerk über ihr (wohl liegt ein Fehler bei der Schaltung der Klingeleinrichtung/Gegensprechanlage vor). Peter fragt durch die Sprechanlage nach David Esser, Emilia kennt diese Person jedoch nicht und macht deutlich, dass es sich hierbei nicht um David Essers, sondern um ihre Wohnung handle. Peter bemerkt, dass er sich im gegenüberliegenden Restaurant aufhalten wird, in das er sich daraufhin begibt und an einem Tisch Platz nimmt.
Es klopft an der Tür von Emilias Wohnung. Emilia macht auf, dort steht David Esser und stellt sich unbeholfen als ihr neuer Nachbar, John Preest (!) vor. Er erklärt, dass er in die Wohnung über ihr eingezogen sei und dass er vermutet, dass der Summer seiner Tür nicht richtig funktioniere. Sie erzählt ihm von dem Herrn, der kurz zuvor nach einem David gefragt und nun in dem Restaurant gegenüber auf ihn warten würde.
In dieses Restaurant trifft einige Zeit später zufällig auch Milo ein und wartet auf seine ehemalige Kindheitsfreundin Sally. Diese erscheint kurz darauf und bestätigt Milo die Wahrheit: Er hat sie nur in seiner Einbildung geschaffen. Der Tod seines Vaters hatte ihn schwer getroffen, und so erfand er eine imaginäre Spielkameradin, um den Schmerz überwinden und mit dem Verlust leben zu können.
In der Zwischenzeit klopft David abermals an Emilias Tür und als sie ihm als vermeintlichem Nachbarn sogleich die Tür öffnet, stößt David diese auf und trifft Emilia am Kopf, dass sie zu Boden geht und er sich Zutritt in die Wohnung verschaffen kann. David begibt sich zum Fenster und beobachtet von dort aus seinen Vater im Restaurant. Er wechselt ein paar Worte mit Emilia, auf die Frage, wie lange sie schon in "Meanwhile City" lebe, reagiert sie mit Verwirrung. Ihr folgender Versuch, David zu überrumpeln und mit einem Möbelstück außer Gefecht zu setzen, scheitert. David legt das Scharfschützengewehr an. Er zielt genau auf seinen Vater, Peter Esser, im gegenüberliegenden Lokal.
Da zu diesem Zeitpunkt die reale Welt und die Parallelwelt miteinander verschmolzen sind, brächte David mit einem Schuss seinen Vater und gleichzeitig das Individuum um. Milo indessen will nicht wahrhaben, dass Sally tatsächlich nur seiner Einbildung entspringt, steht auf und küsst Sally. Diese verschwindet daraufhin. David drückt ab, Milo steht aber nun in der Laufbahn des Schusses, was David nicht bemerkt hatte. Milo wird am Arm verletzt, während Peter überlebt.
Unbemerkt ist es Emilia gelungen, das Gas in ihrer Wohnung aufzudrehen. Um David von einem erneuten Schuss abzuhalten und endlich aus ihrer Wohnung zu bekommen, hält sie ein Benzinfeuerzeug vor den Ofen und droht, es anzuzünden.
David sieht allmählich wieder klar, erkennt seinen Vater und die Sinnlosigkeit im vorangegangenen Tötungsversuch und seiner eigenen weiteren Existenz. Er nimmt Emilia das Feuerzeug ab und sagt ihr, dass sie jetzt besser gehen solle. Sie tut dies, dreht sich an der Tür noch einmal um und sieht, wie sich ihr Zimmer in ein Zimmer aus Meanwhile City verwandelt. David, nunmehr als Jonathan Preest zu erkennen, zündet das Feuerzeug an, folglich explodiert die Wohnung.
Auf der Straße trifft Milo auf Emilia, die gerade noch aus dem Haus entkommen konnte und Sally zum Verwechseln ähnlich sieht. Peter ist nun ebenfalls auf der Straße und starrt auf das eben explodierte Haus.
Man sieht Pastor Bonne, mit dem Milo gesprochen hatte, wie er gerade im Krankenhaus die Böden wischt. Plötzlich verschwindet er.

## Produktion
Regisseur Gerald McMorrow schrieb das Drehbuch zu Franklyn für sein Spielfilmdebüt. Franklyn besitzt eine Verbindung zu McMorrows Kurzfilm Thespian X aus dem Jahr 2002. Ursprünglich sollte Ewan McGregor die Rolle des Vigilanten Jonathan Preest spielen, er brach sich jedoch bei einem Motorradunfall beim Dreh zur zweiten Staffel von Long Way Round das Bein. Ryan Phillippe, Eva Green und Sam Riley wurden Ende 2007 verpflichtet. Gedreht wurde in London. Das Budget belief sich auf ca. 6 Millionen Pfund.

## Deutung des Regisseurs
Regisseur McMorrow ließ sich für Meanwhile City von den religiösen Ikonografien inspirieren, die er in Einkaufszentren von Mexiko-Stadt sah.

„Die Idee bestand darin, dass, wenn man eine Hauptstadt hat, die auf Religion beruht, diese irgendwo wie z. B. in Florenz oder in Rom zu haben und dieses „irgendwo“ drei Meilen in den Himmel zu senden.“

Über Ryan Phillippes Rolle Jonathan Preest sagte McMorrow folgendes:

„Ein Teil von Preests Delirium und Fantasie beruht auf der Religion, die ihn umgibt, auf den Comics, die er gelesen und auf den Filmen, die er gesehen hat. Er besteht aus Stücken, und zusammen ergeben sie ein Puzzle seiner eigenen Wahnvorstellungen.“

## Wissenswertes
Das Vorbild für Preests Maske war die der Comicfigur Rorschach aus der Graphic Novel Watchmen.

## Kritik
„Ein wahnhafter, comicesker wie morbider Bilderreigen in einer Synthese aus Batman, Burton, Max Payne, Sin City, Die Liga der ehrenwerten Gentlemen und vielen anderen mehr. Irgendwie ein Gothic Novel in detaillierten Kadren, die sich selbst zu zelebrieren scheinen. Irgendwie auch spannend, aber auch teilweise langatmig. Dennoch ein sehenswerter Anti-Welten Thriller, bei dem auch John Carpenters ‚Sie leben!‘ entfernt Pate gestanden hat. Besonders einprägsam springen einem die unendlich vielen schrägen, bizarren und grotesken Charaktere ins Auge, wobei die schwarzen Schergen des tyrannischen ‚Ministeriums‘ dem absurden Theater entsprungen sein könnten.“